# Mare Ingenii
El Mare Ingenii ("mar de l'enginy") és un dels pocs mars lunar de la cara oculta de Lluna i es troba al seu hemisferi sud. El mar està situat a la conca Ingenii. El material d'aquesta conca pertany a l'època lunar Prenectariana, que es troba a la part exterior de la conca del Pol Sud – Aitken, i els cràters del voltant són de l'Imbrià Superior. Te un diàmetre de 318 km, i una superfície d'uns 36.000 km² (similar la superfície de Taiwán).
Aquest mar està dominat pel cràter Thomson (112 km de diàmetre). El Mare Ingenii es troba cobert d'una manera incompleta per capes de mar de lava primes. El cràter grisós del sud d'Ingenii és el que es coneix com Obruchev.
Va ser descobert per la missió espacial soviètica Luna 3 el 1959.
El mar té patrons remolins de material brillant, semblants a Reiner Gamma i als patrons de Mare Marginis, que no estan associats a trets topogràfics o volcànics. Es creu que els remolins lunars estan associats a camps magnètics.
Abans de la designació formal de la UAI el 1961, el cràter era conegut com a Conca XIV.
Mare Ingenii es troba a les antípodes de la conca d’impacte del Mare Imbrium. Les parets del cràter solcades de la conca (i possiblement les del cràter Van de Graaff) poden haver estat causades per ones sísmiques resultants de l'impacte Imbrium.
El mar conté en segona instància d'un pou lunar descobert a la lluna, dels pocs descoberts fora de la Terra fins al moment.

## Galeria

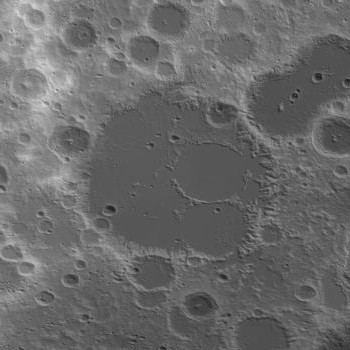
Mapa topogràfic lunar
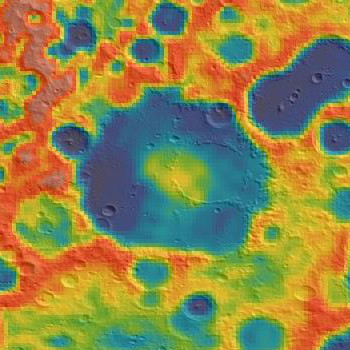
Mapa de gravetat basat en  GRAIL
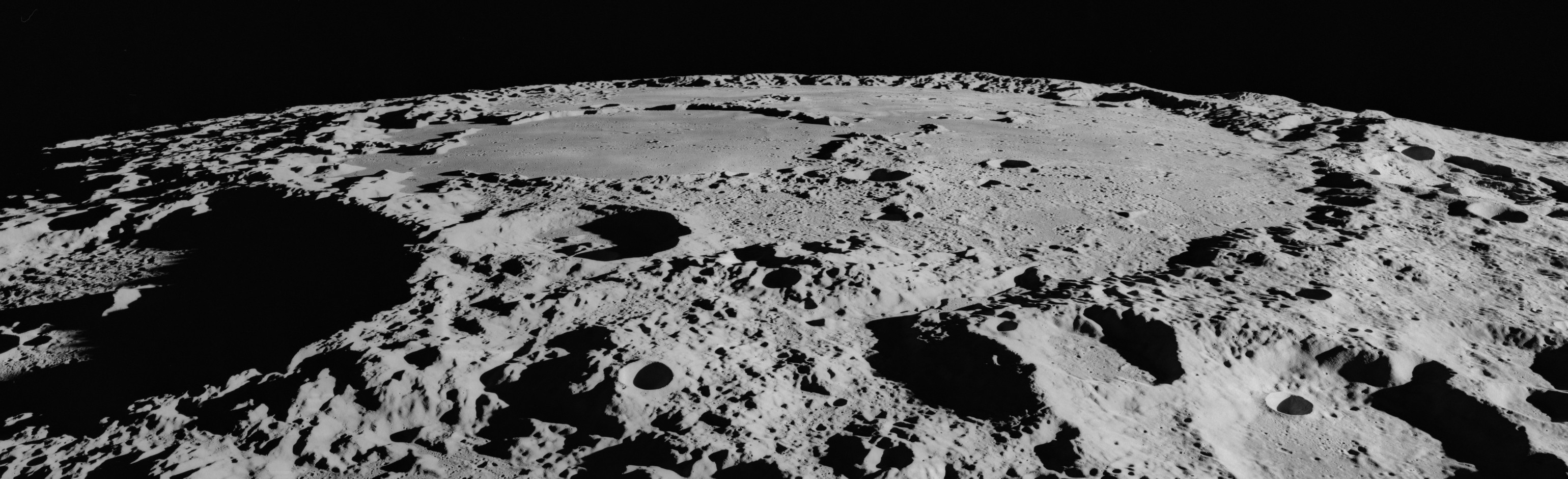
Mare Ingenii vista per Apollo 17, orientació al sud